# Byttneria obtusata
Byttneria obtusata är en malvaväxtart som beskrevs av George Bentham och Bénédict Pierre Georges Hochreutiner. Byttneria obtusata ingår i släktet Byttneria och familjen malvaväxter. Inga underarter finns listade i Catalogue of Life.